# Кхосик
Кхосик (Косик, кор. 코식; род. 1992, Сеул) — кличка самца азиатского слона из зоопарка курорта Everland (Республика Корея), способного воспроизводить звуки, похожие на человеческую речь. Всего он имитирует до восьми слов на корейском языке, например «да(네)», «нет(아니오)», «сидеть(앉아)», «лежать(누워)». Для этого он засовывает хобот в рот и шевелит им при выдохе — подобно тому, как человек воспроизводит свист при помощи пальцев. Неизвестно, знает ли Косик значения произносимых им слов.